# Райхарт, Элизабет
Элизабет Райхарт (нем. Elisabeth Reichart, 19 ноября 1953, Штайрег) — австрийская писательница.

## Биография
Изучала историю и германистику в университетах Зальцбурга и Вены.
В 1983 году защитила в Зальцбургском университете диссертацию о нацизме и сопротивлении ему в Зальцкаммергуте, получила степень доктора. Была приглашенным писателем в колледжах и университетах США (1994, 1995, 2002, 2005, 2007), приглашенным профессором в Нагойском университете (1999, 2004).

## Творчество
Автор повестей, романов, пьес, книг для детей.

## Книги
- Heute ist morgen. Salzburg 1983
- Февральские тени, исторический роман о Мюльфиртельской охоте на зайцев/ Februarschatten. Wien 1984 (переизд. 1985 с предисловием Кристы Вольф, 1989, 1995, 1997, 2000; англ. пер. 1988, 1989)
- Иди через озеро/ Komm über den See. Frankfurt am Main 1988 (повесть; фр. пер. 1993)
- La Valse. Salzburg 1992 (повести)
- Fotze. Salzburg u. a. 1993 (повесть)
- Sakkorausch. Salzburg u. a. 1994
- Сказка на ночь/Nachtmär. Salzburg u. a. 1995
- Inselfeier/ 3 Stück Österreich. Salzburg 1996 (пьеса)
- Забытая улыбка Аматэрасу/ Das vergessene Lächeln der Amaterasu. Berlin 1998
- Danubio im Traumwasser. Schloß Hamborn 2000 (zusammen mit Kiki Ketcham-Neumann)
- Дом умирающих мужчин/ Das Haus der sterbenden Männer. Salzburg 2005
- Невидимый фотограф/ Die unsichtbare Fotografin. Salzburg 2008
- Die Voest-Kinder. Salzburg 2011

## Признание
- 1985 Премия Теодора Кёрнера
- 1989 Поощрительная литературная премия Вены
- 1993 Австрийская поощрительная премия по литературе[нем.]
- 1995 Стипендия Элиаса Канетти
- 1996 Стипендия Элиаса Канетти
- 1999 Австрийская премия по литературе[нем.]
- 2000 Премия Антона Вильдганса[нем.]
- 2009 Премия Верхней Австрии по культуре